# Ortsgruppenleiter

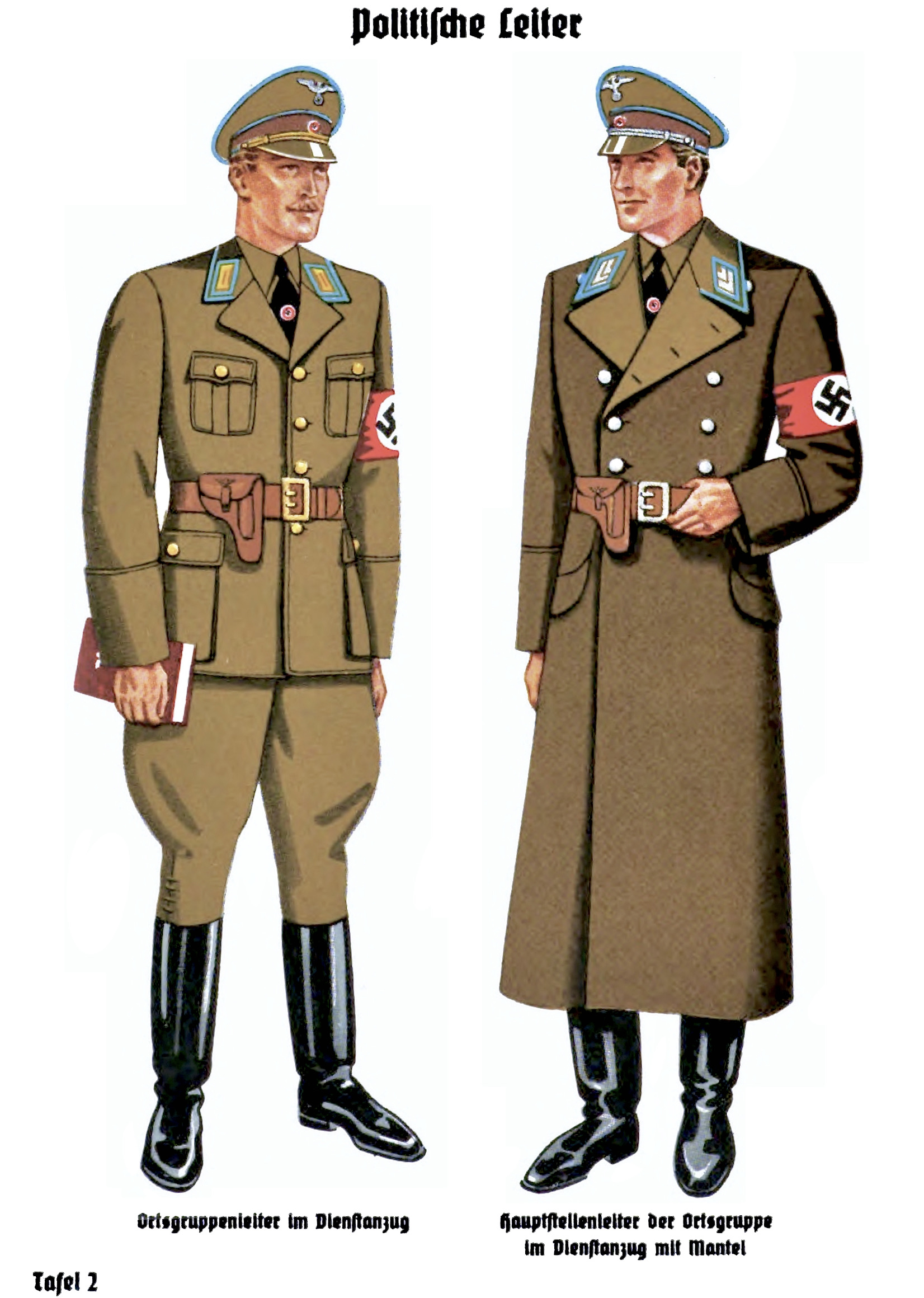
Ortsgruppenleiter in uniform (links), 1938.

Ortsgruppenleiter was een rang in de NSDAP. Deze rang bestond tussen 1930 en 1945. De term ontstond voor het eerst tijdens de Duitse verkiezingen van 1930 en werd gehouden door de hoofd-nazi van een dorp of stad, of in grotere steden, van een wijk, met het oog op de organisatie van het verkiezingsdistrict. Na 1933 en de gelijkschakeling, evolueerde de positie van Ortsgruppenleiter naar die van een nazi-leider van een grote stad of een stadsdeel.

## Rol in het gemeentebestuur
Na de oprichting van nazi-Duitsland werd de politieke rang van Ortsgruppenleiter bekleed door de belangrijkste nazi in een gemeentelijk gebied. In veel situaties overlapte het stadsbestuur met het nazi-politieke systeem, wat betekende dat de traditionele lokale overheid werd overschaduwd, zo niet volledig vervangen, door nazi-leiderschap. Traditionele regeringstitels bleven bestaan, zoals Bürgermeister; als deze functies echter niet al werden bekleed door een corresponderende nazi-functionaris, was het stadsbestuur niet meer dan een stempel op nazi-ontwerpen. De Ortsgruppenleiter was vaak tegelijk ook de burgemeester van een dorp of stad.

## Rangonderscheidingstekens

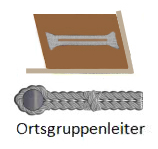
Rangonderscheidingstekens van een Ortsgruppenleiter tussen 1930 en 1932.

Tussen 1930 en 1932, werd de rang van Ortsgruppenleiter aangeduid met een gevlochten schouderkoord en een witte kraag gedragen op een bruin overhemd van de nazi-partij. Na 1933 werd de rang aangeduid met lichtgele Litzenspiegel. In 1939 werd de feitelijke rang van Ortsgruppenleiter geleidelijk uit de nazi-partij uitgefaseerd, en vervangen door een groot aantal uitgebreide paramilitaire politieke titels. De positie van Ortsgruppenleiter werd na 1939 meestal ingenomen door een functionaris met de rang van Abschnittsleiter, ook gecombineerd met een politieke armband die de specifieke positie van Ortsgruppenleiter aanduidde. 

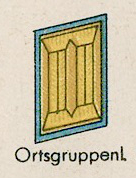
Kraagspiegel van een Ortsgruppenleiter na 1933.